# Promethes rugulosus
Promethes rugulosus är en stekelart som beskrevs av Constantineanu 1971. Promethes rugulosus ingår i släktet Promethes och familjen brokparasitsteklar. Inga underarter finns listade i Catalogue of Life.